# Нурсахат Паззыев
Нурсахат Паззыев (туркм. Nursähet Pazzyýew; род. 22 октября 1992, Ашхабад, Туркменистан) — туркменский боксёр. Бронзовый призёр Летних юношеских Олимпийских игр 2010 в Сингапуре. Тренер: Шохрат Курбанов.

## Биография
Нурсахат Паззыев родился в 1992 году в Ашхабаде. Впервые выиграл «золото» Чемпионата Туркменистана по боксу в 2004 году. Через три года успешно дебютировал на юношеском международном турнире в Индии, где стал вице-чемпионом. В 2010 году пробился в финал Азиатского первенства и стал серебряным призёром, что обеспечило ему путевку на первые юношеские Олимпийские игры. В 2012 году обеспечил себе путёвку на Олимпиаду в Лондоне на весеннем квалификационном чемпионате Азии среди мужчин в весовой категории до 75 килограммов.
Нурсахат Паззыев входит в состав школы высшего спортивного мастерства Туркменистана Госкомитета страны по туризму и спорту.

## Международные турниры
Бронозовый призёр Летних юношеских Олимпийских игр 2010.
Участник Летней Универсиады 2013 в Казани (до 75 кг).
Участник Летних Олимпийских Игр по боксу 2012 в Лондоне (до 75 кг).
| Дата            | Турнир                                 | Место проведения          | Весовая категория                     | Соперник         | Результат | Дополнительно                                         |
| --------------- | -------------------------------------- | ------------------------- | ------------------------------------- | ---------------- | --------- | ----------------------------------------------------- |
| 5 июля 2013     | Летняя Универсиада 2013                | Казань, Татарстан, Россия | 75 кг (средний вес, middleweight)     | Яба Хоситашвили  | 0 : 3     | (28:29, 27:30, 27:30). 1/32 финала. Выбыл из турнира. |
| 28 июля 2012    | Летние Олимпийские Игры 2012           | Лондон, Великобритания    | 75 кг (средний вес, middleweight)     | Адем Кылыччи     | 7 : 14    | 1/16 финала. Выбыл из турнира.                        |
| 22 августа 2010 | Летние юношеские Олимпийские игры 2010 | Сингапур, Сингапур        | 69 кг (полусредний вес, welterweight) | Ахмад Мамаджанов |           | Полуфинал. Бронза.                                    |

## Национальные первенства
| Дата         | Турнир                     | Место проведения      | Весовая категория                     | Соперник | Результат | Дополнительно                                        |
| ------------ | -------------------------- | --------------------- | ------------------------------------- | -------- | --------- | ---------------------------------------------------- |
| Декабрь 2013 | Чемпионат Туркмении — 2013 | Ашхабад, Туркменистан | 75 кг (полусредний вес, welterweight) | соперник | 3 — 0     | Золото.                                              |
| Декабрь 2012 | Чемпионат Туркмении — 2012 | Ашхабад, Туркменистан | 75 кг (полусредний вес, welterweight) | соперник | 3 — 0     | Золото. Вошел в национальную сборную Туркмении-2013. |
| Декабрь 2011 | Чемпионат Туркмении — 2011 | Дашогуз, Туркменистан | 75 кг (полусредний вес, welterweight) | соперник | 3 — 0     | место                                                |